# Badagi, Athni
Badagi là một làng thuộc tehsil Athni, huyện Belgaum, bang Karnataka, Ấn Độ.